# Campeonato Mundial de Tiro al Plato de 1971
El XIV Campeonato Mundial de Tiro al Plato se celebró en Bolonia (Italia) en el año 1971 bajo la organización de la Federación Internacional de Tiro Deportivo (ISSF) y la Federación Italiana de Tiro Deportivo.

## Resultados

### Masculino
| Evento          | Oro                             | Plata                     | Bronce                             |
| --------------- | ------------------------------- | ------------------------- | ---------------------------------- |
| Foso            | Michel Carrega Francia 188 pts. | Jürgen Henke RDA 188 pts. | Gheorghe Florescu Rumania 187 pts. |
| Foso (equipos)  | RFA 551                         | Italia · 548              | Francia 547                        |
| Skeet           | Yuri Tsuranov URSS 200          | Klaus Reschke RDA 198     | Loris Beccheroni · Italia · 197    |
| Skeet (equipos) | URSS 585                        | RDA 585                   | Italia · 580                       |

### Femenino
| Evento | Oro                             | Plata                              | Bronce                          |
| ------ | ------------------------------- | ---------------------------------- | ------------------------------- |
| Foso   | Galina Chomontova URSS 133 pts. | Susan Nattrass · Canadá · 132 pts. | Nuria Ortiz · México · 130 pts. |
| Skeet  | Nuria Ortiz · México · 146      | Larisa Gurvich URSS 146            | Kari Linden · Noruega · 140     |

## Medallero
| Núm. | País    | Oro | Plata | Bronce | Total |
| ---- | ------- | --- | ----- | ------ | ----- |
| 1    | URSS    | 3   | 1     | 0      | 4     |
| 2    | Francia | 1   | 0     | 1      | 2     |
|      | México  | 1   | 0     | 1      | 2     |
| 4    | RFA     | 1   | 0     | 0      | 1     |
| 5    | RDA     | 0   | 3     | 0      | 3     |
| 6    | Italia  | 0   | 1     | 2      | 3     |
| 7    | Canadá  | 0   | 1     | 0      | 1     |
| 8    | Noruega | 0   | 0     | 1      | 1     |
|      | Rumania | 0   | 0     | 1      | 1     |
|      | TOTAL   | 6   | 6     | 6      | 18    |